# Kolegium jezuitów w Poznaniu
Kolegium jezuitów w Poznaniu – uczelnia jezuicka prowadzona w Poznaniu w latach 1572–1773, jedna z największych i najbardziej prestiżowych uczelni Rzeczypospolitej Obojga Narodów, protoplasta UAM w Poznaniu.
Zespół budynków byłego kolegium zlokalizowany jest w Poznaniu, przy placu Kolegiackim i jest obecnie siedzibą Urzędu Miasta Poznania.

## Historia
Jezuici przybyli do Poznania w 1571 r., obejmując ówczesny kościół świętego Stanisława biskupa (obecnie kolegiata Matki Boskiej Nieustającej Pomocy i św. Marii Magdaleny w Poznaniu), dwa szpitale, szkołę miejską „ad Sanctam Mariam Magdalenam” oraz plac pod budowę przyszłego kolegium, a także tereny wokół ówczesnego, rozebranego w XVIII wieku, kościoła farnego – Kolegiaty św. Marii Magdaleny w Poznaniu. Tak liczne nadania sprawiły, że już w krótkim czasie Poznań stał się jednym z największych centrów Towarzystwa Jezusowego w Polsce. Inicjatorem stworzenia kolegium był biskup Adam Konarski. Do początku XVIII wieku mieściło się ono w gmachu tzw. Starego Kolegium przy ul. Gołębiej, w miejscu, gdzie obecnie znajduje się Ogólnokształcąca Szkoła Baletowa. Pierwotną siedzibę wyburzono po 1735 roku. Obecny budynek Kolegium wzniesiono w latach 1701–1733 pod kierownictwem Jana Catenazziego.
Kolegium stało się drugą po Akademii Lubrańskiego szkołą średnią z kursami akademickimi w mieście. Szkoła miała 16 profesorów, w tym pierwszego rektora – Jakuba Wujka i ok. 300 studentów. Wykładano takie przedmioty jak: języki antyczne, matematyka, geometria, fizyka, filozofia, a od połowy XVIII wieku także prawo, czy fizykę eksperymentalną oraz języki współczesne. Szkoła, jak na owe czasy, była nowoczesna, gdyż wykłady z nauk przyrodniczych obejmowały również przeprowadzanie doświadczeń. Na terenie szkoły działało, poza bogato wyposażonymi gabinetami biologicznym i fizycznym, także obserwatorium astronomiczne i teatr szkolny. W czasach Komisji Edukacji Narodowej w programie nauczania znajdujemy też zoologię i ogrodnictwo.

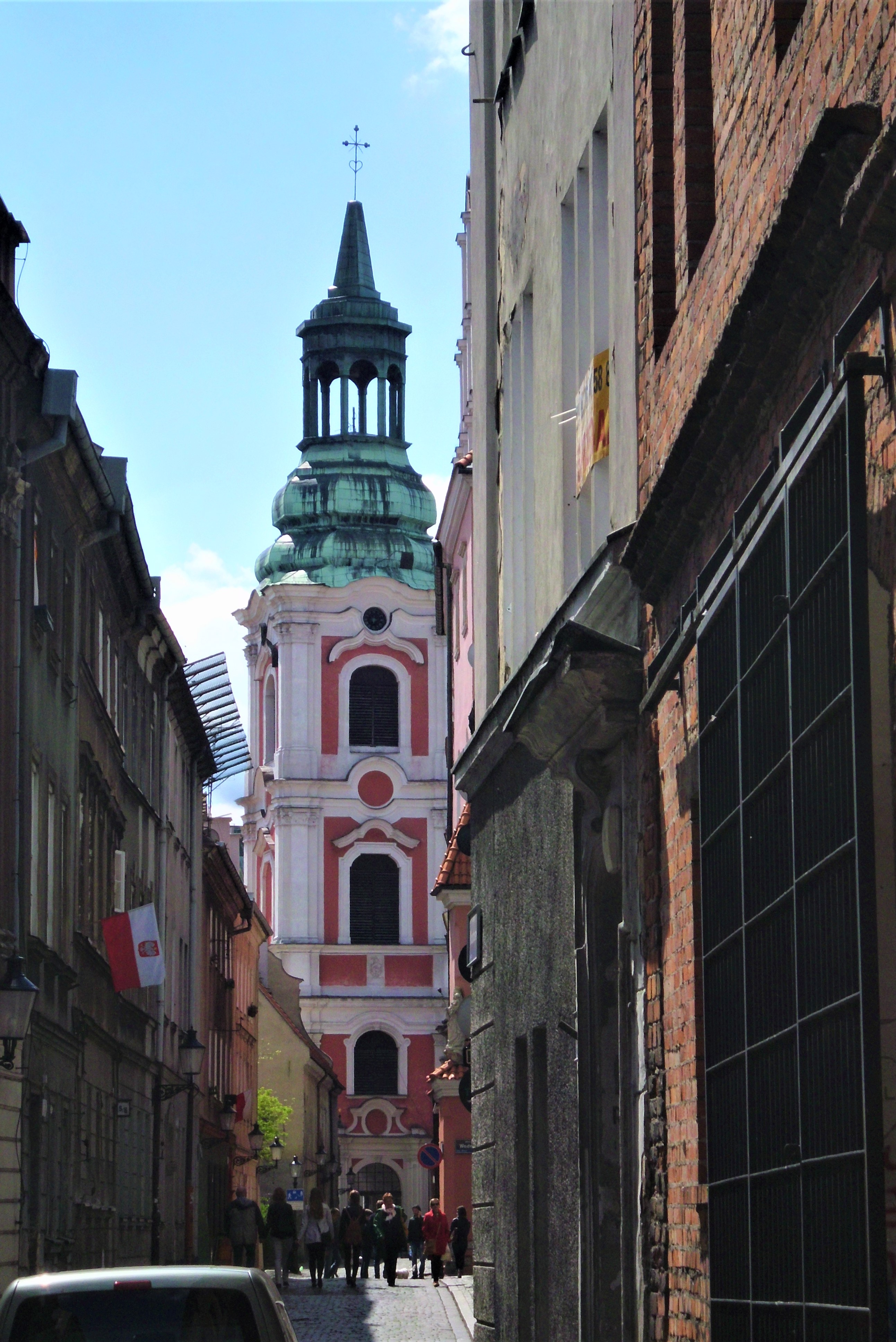
Wieża bramna, widok od ul. Klasztornej

Jezuici próbowali przekształcić Kolegium w uniwersytet, na co otrzymali nawet zgodę papieża, która została jednak cofnięta wobec ostrej reakcji Akademii Krakowskiej, którego władze argumentowały, że dwa uniwersytety w Koronie stanowiłyby dla siebie jedynie konkurencję i jeden w zupełności wystarczy.
Tym niemniej, na mocy przywileju królewskiego Zygmunta III Wazy z 28 października 1611 roku, kolegium jezuitów zaistniało jako pierwszy w Poznaniu uniwersytet, funkcjonowało jednak tylko kilka lat. Przywilej króla Zygmunta III został potwierdzony później jeszcze przez króla Jana Kazimierza w 1650 roku i króla Jana III Sobieskiego w 1678 roku. Ale i w tych przypadkach fundacje po pewnym czasie były zawieszane. Na podstawie tych przywilejów nadawano w Poznaniu stopnie i tytuły magistra oraz doktoraty.
W latach 1677–1773 przy kolegium działała prężna drukarnia jezuicka.
Po kasacie zakonu jezuickiego szkołę przejęła w 1773 Komisja Edukacji Narodowej i w 1780 r. połączyła ją z Akademią Lubrańskiego. Nowo powstała Wojewódzka Szkoła Wydziałowa ponownie podjęła starania o uzyskanie statusu uniwersytetu i ponownie te starania zostały storpedowane przez Akademię Krakowską. Szkoła do dziś istnieje jako Liceum św. Marii Magdaleny.
Po II rozbiorze Polski szkołę przekształcono w gimnazjum, potem podzielono na dwa (gimnazjum im. Fryderyka Wilhelma i gimnazjum Św. Marii Magdaleny), a budynek stał się siedzibą władz zaborcy. 23 października 1805 przebywał tu cesarz rosyjski Aleksander I w towarzystwie feldmarszałka Piotra Tołstoja i księcia Adama Czartoryskiego. Spożył tu obiad i uczestniczył w musztrze. W ręce polskie obiekt ponownie przeszedł w 1806 roku. Wówczas, w listopadzie, przez niemal trzy tygodnie Kolegium stanowiło centrum ówczesnego świata – stało się kwaterą Napoleona Bonaparte. Po kongresie wiedeńskim budynek stał się siedzibą namiestnika Wielkiego Księstwa Poznańskiego, księcia Antoniego Henryka Radziwiłła. Funkcję tę pełnił do likwidacji autonomii w 1830 roku. Na dworze księcia gościło wiele sław, m.in. Fryderyk Chopin (1829) i Arthur Wellesley książę Wellington, pogromca Napoleona w bitwie pod Waterloo (1826).
W 1830 gmach zajęły pruskie urzędy Prowincji Poznań. Po odzyskaniu niepodległości w 1919 stał się siedzibą Urzędu Wojewódzkiego, a po II wojnie światowej kolejno: Prezydium Wojewódzkiej Rady Narodowej, Prezydium Rady Narodowej Miasta Poznań i Urząd Miasta Poznań (tę funkcję spełnia do dziś).

## Budynek
Jest to trzypiętrowy gmach w kształcie podkowy otaczający wewnętrzny dziedziniec, który od strony północnej zamyka jednopiętrowe skrzydło z barokową wieżą bramą od ulicy Koziej. Różowa elewacja podzielona jest przez liczne białe pilastry oraz gzymsy (tzw. wielki porządek). Najstarszą część stanowią skrzydło południowe i zachodnie, następnie dobudowano skrzydło wschodnie a niskie skrzydło północne wraz z wieżą powstało dopiero w 1737. Pierwotnie cały dziedziniec otaczał krużganek zamurowany w większości w XIX wieku, jego ocalałe fragmenty prowadzą do kościoła farnego. Najstarszym elementem całej budowli jest stojący przy bramie wjazdowej spiżowy słupek, będący w rzeczywistości sercem dzwonu, który spadł z dawnej, gotyckiej Kolegiaty św. Marii Magdaleny która zajmowała obecny Plac Kolegiacki.

### Wieża
W dzwonnicy w formie wieży bramnej wiszą trzy dzwony:
- Bogurodzica – 1370 kg wys. 123 cm, średnica 136 cm; odlany w 1928 w Przemyślu w ludwisarni braci Felczyńskich
- Św. Józef – 827 kg, wys. 103 cm, średnica 120 cm; odlany w 1928 w Przemyślu w ludwisarni braci Felczyńskich
- Św. Antoni – 643 kg, wys. 89., średnica 112 cm; odlany w 1928 w Przemyślu w ludwisarni braci Felczyńskich

## Rektorzy[6]
- Jakub Wujek (1572-1578),
- Jan Konarski (1579–1593, 1598–1602),
- Stanisław Grodzicki (1594–1598),
- Marcin Śmiglecki (1602–1607),
- Stanisław Gawroński (1607–1613),
- Wojciech Czermakowski (1616-1620),
- Mateusz Bembus (1620-1623),
- Mikołaj Dyrowski (1627-1629),
- Jan Wielewicki (1629-1630),
- Jakub Dantowski (1630-1632),
- Stanisław Domaniewski (1632-1636),
- Jakub Golemowski (1636-1638)
- Stanisław Szczytnicki (1638-1644, 1648-1652)
- Wawrzyniec Pikarski (1644-1647),
- Kasper Drużbicki (1647-1648, 1662-1665),
- Maciej Proski (1652-1654),
- Marcin Olszewski (1654-1662),
- Stanisław Jerzykowicz (1665-1668),
- Stanisław Wapowski (1668-1671),
- Felicjan Dąbrowski (1671-1674),
- Stanisław Branicki (1674-1678),
- Bartłomiej Wąsowski (1678-1680, 1686-1689),
- Jan Hostyński (1680-1683),
- Tomasz Młodzianowski (1683-1686),
- Tomasz Doré (1689-1696),
- Jan Morawski (1696),
- Stanisław Bieczyński (1696-1697, 1698-1710),
- Stanisław Bielski (1697-1698),
- Adrian Miaskowski (1710-1712, 1716-20),
- Rafał Taczanowski (1712-1716),
- Jan Szymoński (1720-1723),
- Stefan Poniński (1723-1726),
- Stefan Szczaniecki (1726-1731),
- Jan Witkowski (1731-1732),
- Marcin Trąbczyński (1732),
- Mikołaj Naramowski (1737-1740),
- Jan Cywiński (1740-1743),
- Maciej Przanowski (1743-1745),
- Józef Kobielski (1745-1752),
- Wojciech Bystrzonowski (1752-1755),
- Sebastian Chomentowski (1755-1758),
- Józef Domaradzki (1758-1761),
- Władysław Wietrzyński (1761-1766),
- Franciszek Koźmiński (1766-1771),
- Michał Orłowski (1771),
- Adam Chrzanowski (1771-1773).

## Znani wychowankowie
- Wawrzyniec Gembicki (1559–1624) – biskup chełmiński 1600–1610, biskup kujawski 1610–1616, arcybiskup gnieźnieński i prymas Polski 1616–1624, kanclerz wielki koronny, podkanclerzy koronny, sekretarz wielki koronny
- Maciej Łubieński (1572–1652) – biskup chełmiński 1620–1626, biskup poznański 1626–1631, biskup kujawski 1631–1641, arcybiskup gnieźnieński i prymas Polski 1641–1652
- Bernard z Wąbrzeźna (1575–1603) – mnich opactwa lubińskiego, sługa boży
- Wojciech Sokołowski (1586–1656) – jezuita, filozof i teolog
- Władysław Czarnkowski (zm. po 1656) – autor wierszy elegijnych
- Jerzy Tyszkiewicz (1596–1656) – biskup żmudzki i wileński
- Augustyn Kordecki (1603–1673) – przeor paulinów i obrońca Jasnej Góry w czasie potopu szwedzkiego
- Wacław Leszczyński (1605–1666) – biskup warmiński 1644–1659, arcybiskup gnieźnieński i prymas Polski 1659–1666
- Krzysztof Grzymułtowski (1620–1687) – wojewoda poznański, dyplomata w służbie królewskiej
- bł. Rafał Chyliński (1694–1741)
- Stanisław Staszic (1755–1826) – historyk, pisarz i publicysta, działacz polityczny, społeczny i gospodarczy

## Szkoły odwołujące się do tradycji kolegium
- Uniwersytet im. Adama Mickiewicza
- Liceum Ogólnokształcące św. Marii Magdaleny w Poznaniu

## Galeria

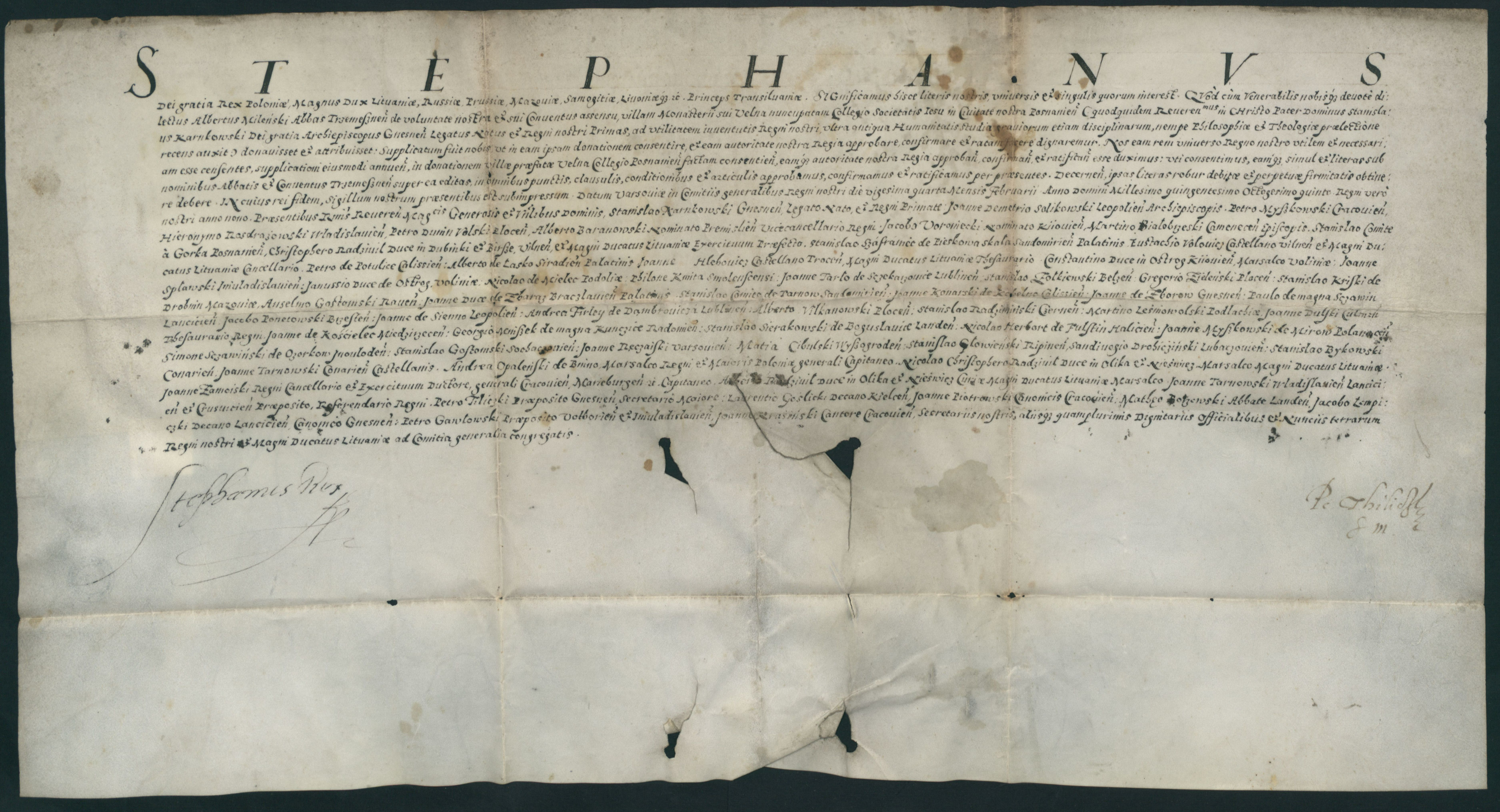
Stefan Batory zatwierdza darowiznę dla jezuitów w Poznaniu 1585 r. (miejsce przechowywania: Archiwum Państwowe w Poznaniu).
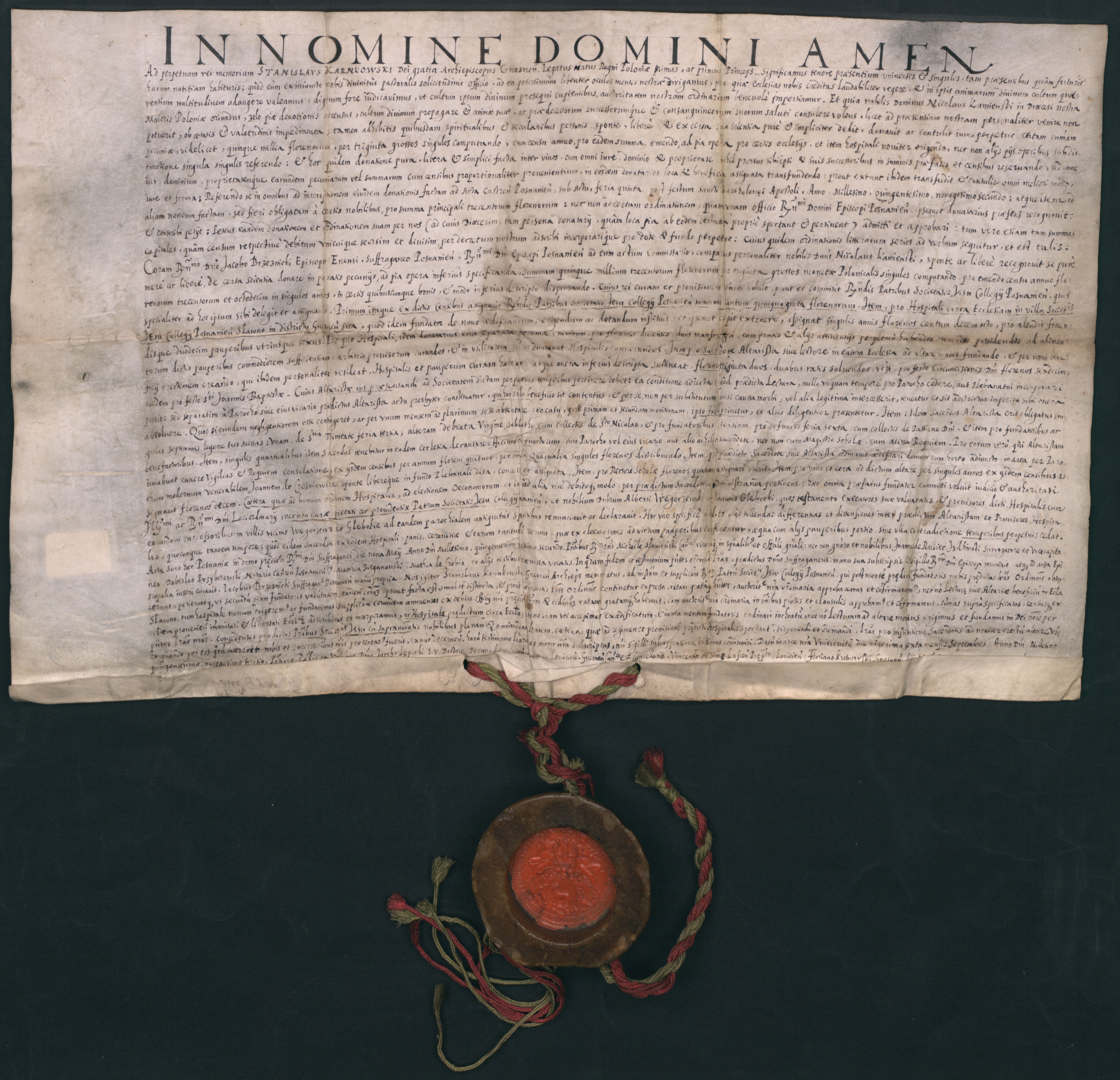
Arcybiskup Stanisław Karnkowski zatwierdza darowiznę Mikołaja Kamieńskiego na rzecz Kolegium Jezuickiego w Poznaniu 1593 r.(miejsce przechowywania: Archiwum Państwowe w Poznaniu).
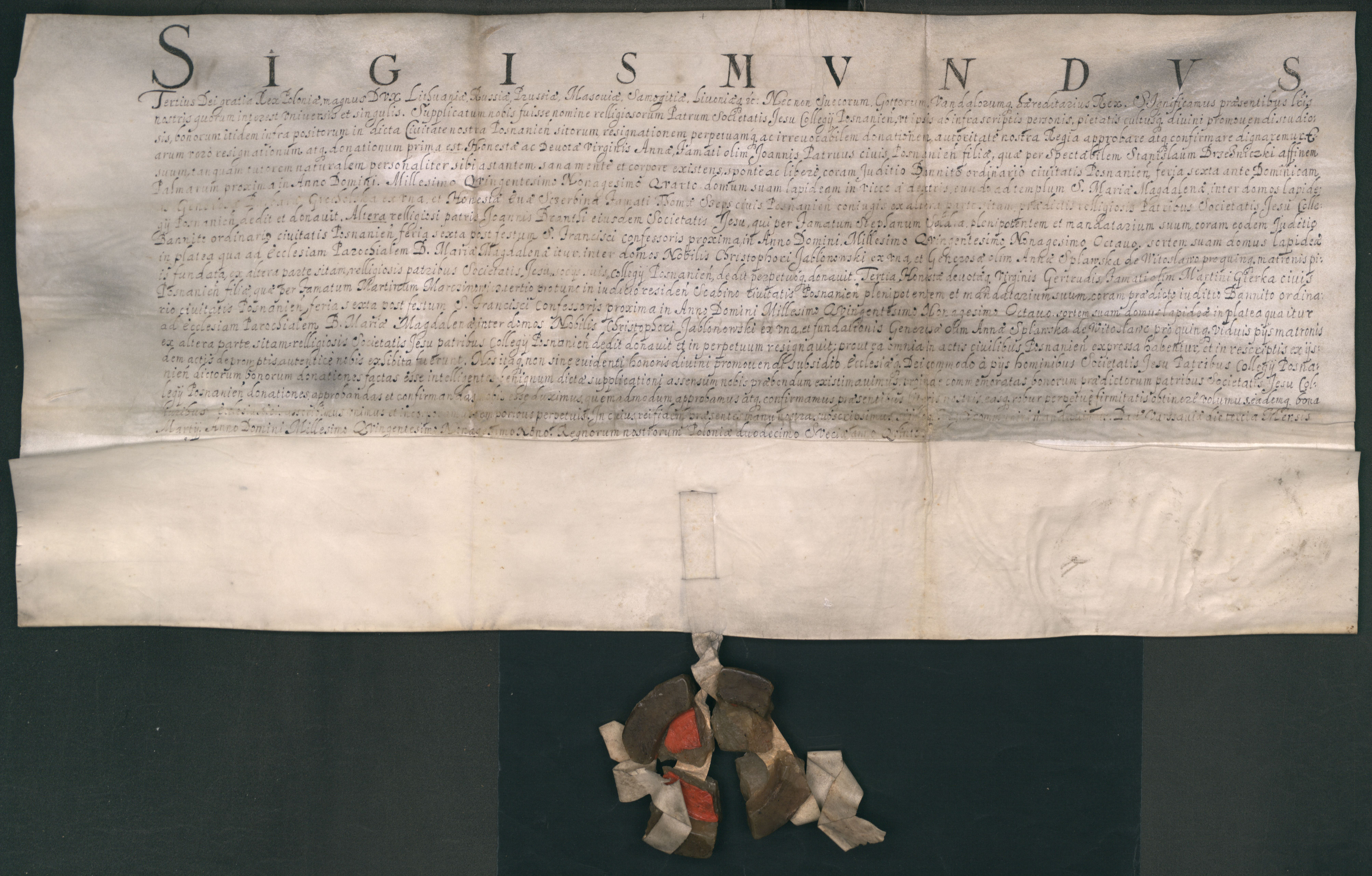
Zygmunt III zatwierdza darowiznę dla Kolegium Jezuickiego w Poznaniu 1599 r. (miejsce przechowywania: Archiwum Państwowe w Poznaniu).
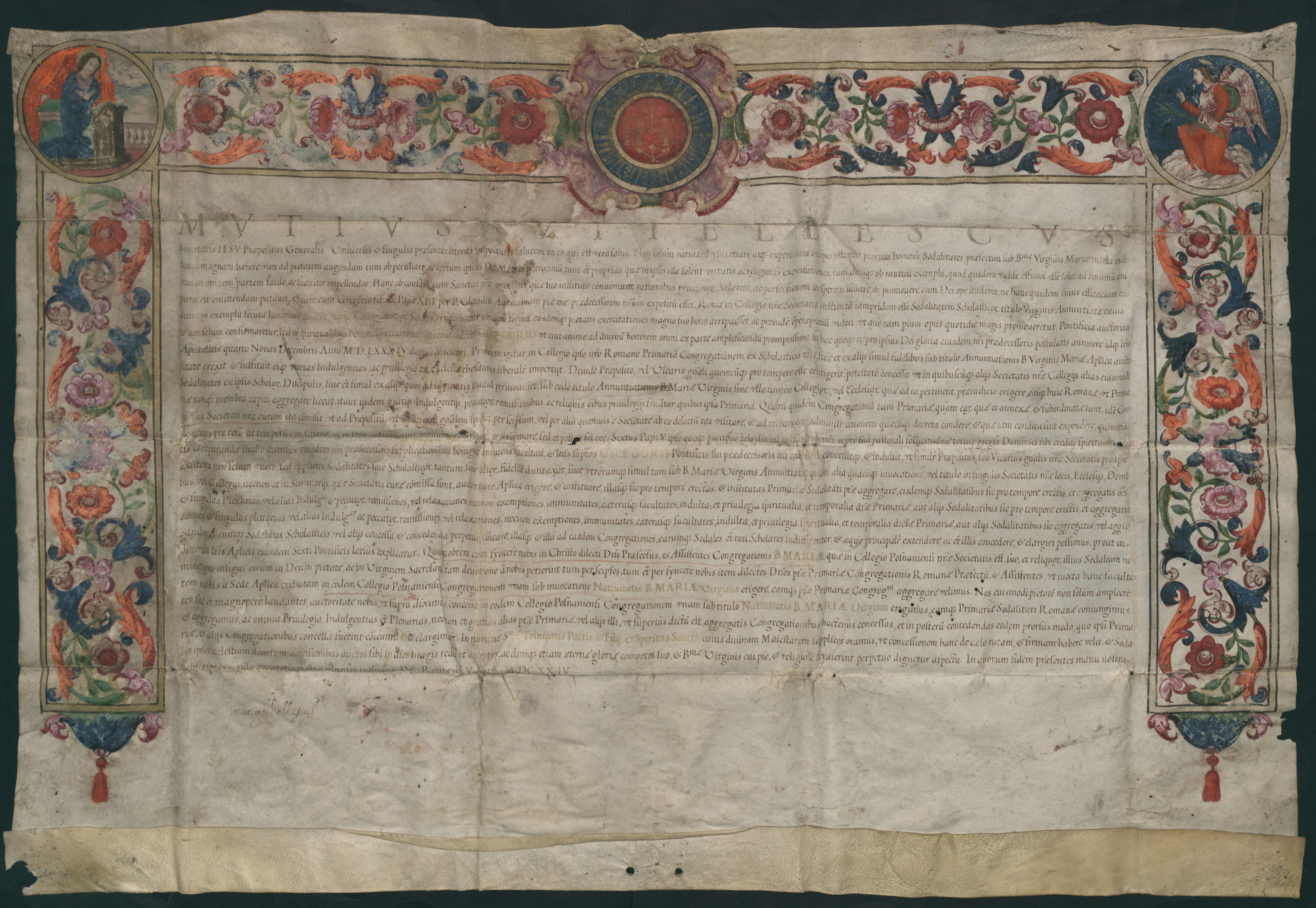
Powołanie Sodalicji Mariańskiej u jezuitów w Poznaniu 1624 r. (miejsce przechowywania: Archiwum Państwowe w Poznaniu).
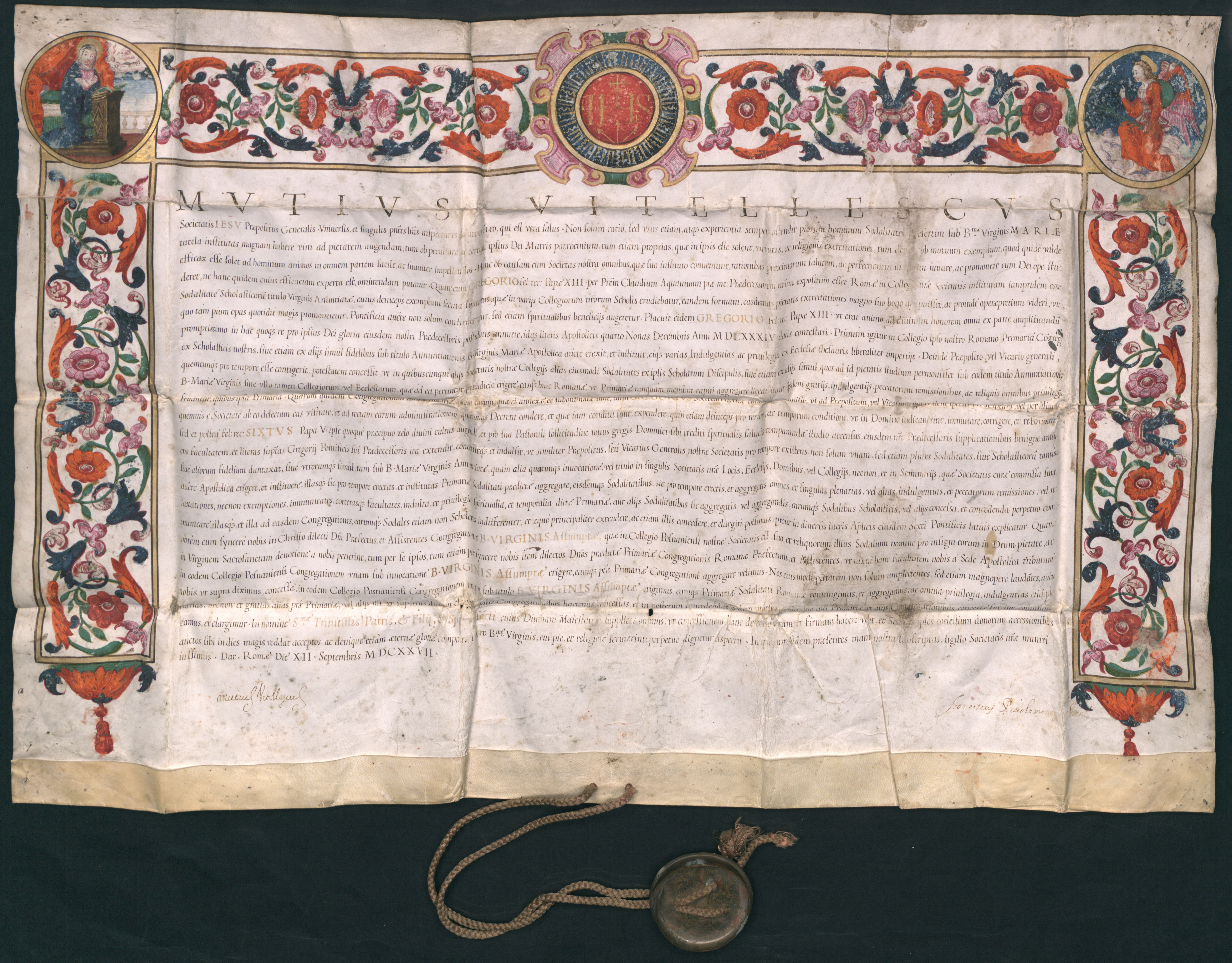
Generał zakonu jezuitów powołuje do życia Kongregację Wniebowzięcia PM przy Kolegium Jezuickim w Poznaniu 1627 r. (miejsce przechowywania: Archiwum Państwowe w Poznaniu).
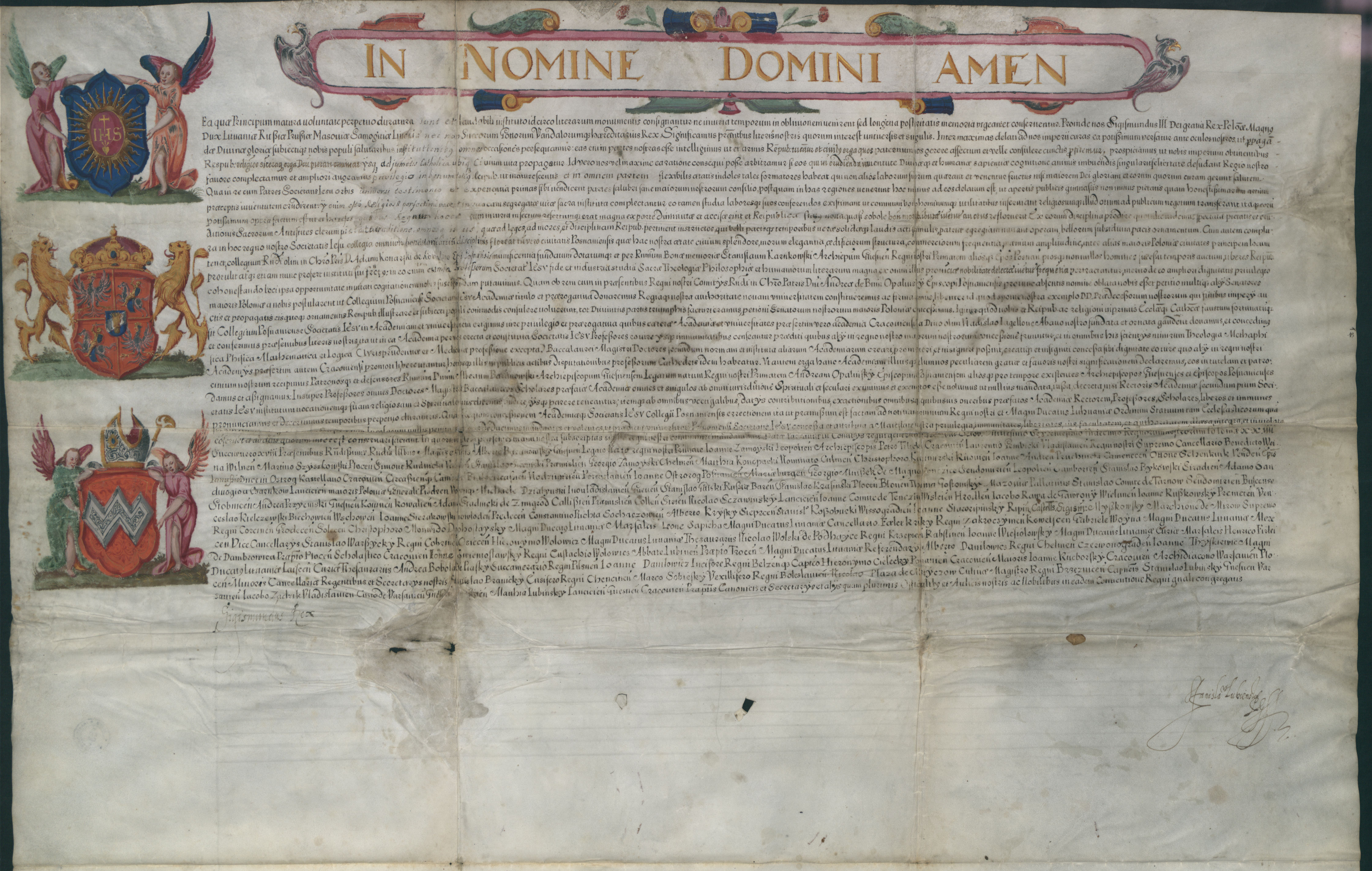
Zygmunt III nadaje Kolegium Jezuickiemu w Poznaniu uprawnienia Akademii – 28 października 1611 r. (ze zbiorów Archiwum Państwowego w Poznaniu)